# Wailuku (rivier)
De Wailuku op het eiland Hawaï is met 45 kilometer lengte de langste rivier in de staat Hawaï in de Verenigde Staten. Hij ontspringt op 3300 meter hoogte op de oostelijke helling van de vulkaan Mauna Kea. De rivier stroomt daarna over de lavavelden die gelegen zijn tussen de vulkanen Mauna Loa en Mauna Kea en bereikt de Grote Oceaan in Hilo.
Het Wailuku River State Park is gelegen ten westen van Hilo. Hier bevinden zich verschillende watervallen, zoals Rainbow Falls, Peepee Falls, en Boiling Pots. Nabij Hilo bevindt zich ook een kleine waterkrachtcentrale. De gemiddelde hoeveelheid water in de rivier bij Hilo is 8 m³/s, met maxima die 40 maal zo groot zijn.
In het Hawaïaans, betekent wai zoet water en luku vernietiging, dus de naam van de rivier duidt erop dat de stroming sterk kan zijn. De waterstand kan binnen korte tijd sterk stijgen.